# Línea 23 de TMB
La línea 23 es una línea regular de autobús urbano de la ciudad de Barcelona, gestionada por la empresa TMB. Hace su recorrido entre la Pl. España y el Parque Logístico, con una frecuencia de 25 minutos.

## Horarios[Nota 1]
| 23         | Primer servicio A: Pl. Espanya | Primer servicio A: Parc Logístic | Último servicio A: Pl. Espanya | Último servicio A: Parc Logístic |
| Laborables | 06:50                          | 06:30                            | 20:15                          | 20:00                            |
| Sábados    | No circula                     | No circula                       | No circula                     | No circula                       |
| Festivos   | No circula                     | No circula                       | No circula                     | No circula                       |

## Recorrido[Nota 1]
- De Pl. Espanya al Parc Logístic por: Pl Espanya, Av Reina Maria Cristina, Poble Espanyol, Pl de Sant Jordi, Jocs del 92, Pedrera del Mussol, Foc, Ferrocarrils Catalans, Pg Zona Franca, Metro Foc, Cisell, Motors, Carrer A, Carrer número 1, Carrer número 2, Carrer número 62, Parc Logístic.

- Del Parc Logístic a Pl. Espanya por: Parc Logístic, Metro Parc Logístic, Carrer número 2, Transports Metropolitans de Barcelona, Pg Zona Franca, Motors, Cisell, Foc, Mare de Déu de Port, Jocs del 92, Pierre de Coubertin, Av Ferrer i Guàrdia, Av Montanyans, Poble Espanyol, Av Reina Maria Cristina, Pl Espanya.

## Otros datos
| Prestación               | Disponibilidad en la línea                            |
| ------------------------ | ----------------------------------------------------- |
| Adaptada a               | Sí (Todos los autobuses TMB están adaptados)          |
| TMB iBus                 | Sí (Todos los autobuses TMB disponen de este sistema) |
| Pantallas informativas   | Sí                                                    |
| Línea de tránsito rápido | No                                                    |
| Circula en días festivos | No                                                    |

## Rutas de autobuses
| Líneas de autobuses que prestan servicio en el Área Metropolitana de Barcelona |               |                  |
| Línea anterior:                                                                | Línea actual: | Línea siguiente: |
| 22 Línea 22                                                                    | 23 Línea 23   | 24 Línea 24      |